# Restinga Seca
Restinga Seca este un oraș în Rio Grande do Sul (RS), Brazilia.